# Edmond Privat

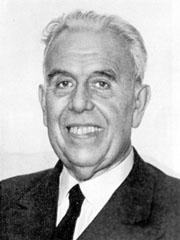
Edmond Privat ok. 1950

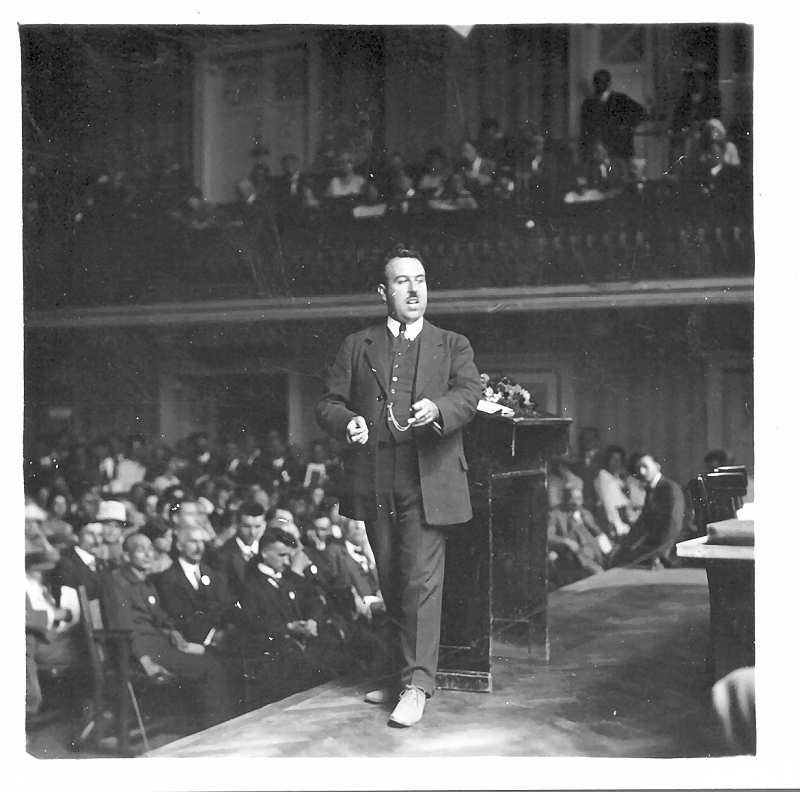
Wystąpienie Privata podczas Światowego Kongresu Esperantystów, Wiedeń 1924

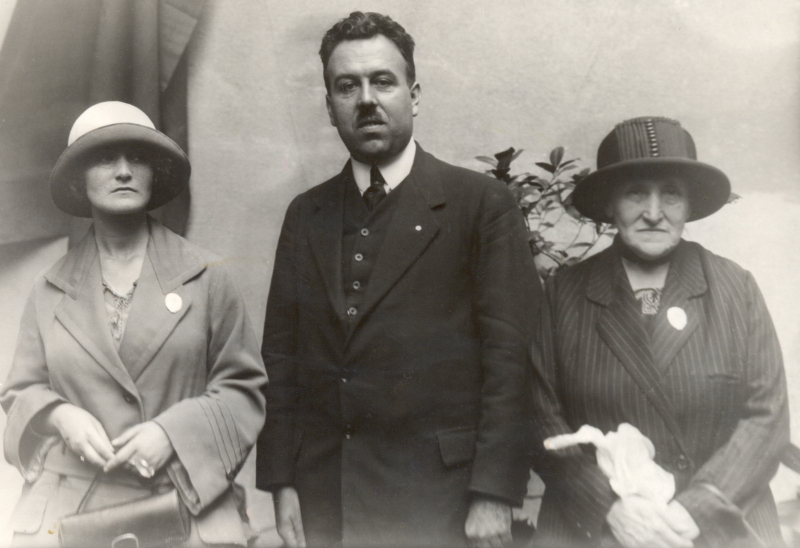
Privat z Lidią (córką Ludwika Zamenhofa) i Klarą (jego żoną) podczas kongresu w Wiedniu

Edmond Privat (ur. 17 sierpnia 1889 w Genewie, zm. 28 sierpnia 1962) – szwajcarski dziennikarz, esperantysta francuskiego pochodzenia, doktor historii, profesor uniwersytecki, pisarz i dziennikarz. Rzecznik sprawy polskiej.

## Biografia
Po studiach na Sorbonie, gdzie otrzymał licencjat z języka i literatury angielskiej, został paryskim korespondentem Journal de Genève. Na początku I Wojny Światowej, kiedy „sprawa polska” wypłynęła jako temat, paryski dziennik Le Temps wysłał młodego Privata jako korespondenta do Polski i Austro-Węgier.

### Rzecznik polskiej niepodległości
Jego sympatia dla „sprawy polskiej” spotkała się z niechęcią rosyjskiego ambasadora urzędującego w Paryżu. Na skutek jego interwencji Privat został wezwany do Ministerstwa Spraw Zagranicznych Francji na pouczenie. W odpowiedzi Privat opublikował zbiór swoich reportaży w broszurze pt. La Pologne sous la rafle (Polska pod obławą). Od końca 1915 roku Privat opublikował - niekiedy pod pseudonimem - 17 artykułów w siedmiu paryskich gazetach, w tym w katolickiej La Liberté oraz w czasopismach lewicowych takich jak Le Radical i L'Humanité. Zmuszony przez cenzurę do milczenia, Privat zdecydował się na powrót do Szwajcarii, gdzie wydał, nakładem genewskiej oficyny Atar, kolejną książkę : La Pologne attend – quelques articles pour rompre le silence („Polska czeka – garść artykułów by przełamać milczenie”).
Na jesieni 1916 roku dziennik la Tribune de Genève zaproponował mu wykonanie nowej serii reportaży o Polsce. Privat udał się na kilka tygodni do Warszawy, gdzie spotkał się z szeregiem pierwszoplanowych postaci. Jego reportaże publikowane w Szwajcarii były tłumaczone i wydawane w Polsce, gdzie budziły entuzjazm. Po powrocie do Genewy, Privat wygłosił serię wykładów pod tytułem „Europa i Polska od czasów rozbiorów”. We Francji, mimo zmiany międzynarodowego kontekstu i zgody prezydenta Poincaré na utworzenie polskiej armii we Francji, władze nadal taktowały Privata jako „niebezpieczny element” i odmawiały mu wizy wjazdowej.
W czerwcu 1918 roku opublikował swą tezę doktorską, którą obronił na Uniwersytecie Genewskim, poświęconą zachodnim reakcjom na Powstanie Listopadowe. Wykazywał w niej kontrast pomiędzy pro-polskimi nastrojami europejskiego społeczeństwa a powściągliwością dyplomatów – temat ten nabierał wyjątkowej aktualności w roku 1918. W kolejnym dziele, zatytułowanym L'Europe et l'Odyssée de la Pologne au XIXe siècle (Europa i Odyseja Polski w XIX wieku), Privat zarzucał cywilizacji europejskiej jej obojętność wobec Polski. Lektura tej książki wywarła ogromne wrażenie na Romain Rollandzie. Obu autorów łączyła od tego czasu głęboka przyjaźń.

### Esperanto
E. Privat poznał esperanto w 1903 roku, razem ze swoim szkolnym kolegą, innym wybitnym esperantystą, Hectorem Hodlerem. Od 1912 roku był zastępcą członka i członkiem komitetu Universala Esperanto-Asocio (UEA) (po polsku Światowy Związek Esperantystów). Od 1924 do 1928 roku przewodniczącym tej organizacji – zrezygnował z tej funkcji po zamieszaniu go w skandal, z którego wyszedł jednak jako osoba niewinna. W latach 1920–1934 był redaktorem naczelnym oficjalnego organu prasowego ruchu esperanckiego, Esperanto.
W latach 1923–1926 Privat był honorowym doradcą i zastępcą delegata Iranu w Lidze Narodów. Wykorzystał to do promowania języka na oficjalnych forach międzynarodowych, jak Liga Narodów czy Międzynarodowe Biuro Pracy. Organizował wiele konferencji poświęconych międzynarodowej komunikacji językowej i nauczaniu esperanta, m.in. Komerca kaj Turisma Konferenco w Wenecji (1923), Internacia Radio-Konferenco w Genewie (1924), Konferenco de Komerco kaj Industrio w Paryżu (1925), Konferenco Paco per lernejo w Pradze (1927), gdzie esperanto było jedynym językiem tłumaczeń.
Jego twórczość składa się z pisanych bezpośrednio po esperancku dramatów, poezji, opowiadań i książek o ruchu esperanckim. Szczególną rolę odegrały Historio de Esperanto i Vivo de Zamenhof. Był autorem pracy lingwistycznej Esprimo de sentoj en Esperanto. Będąc dobrym mówcą, otrzymał po śmierci Zamenhofa zadanie wygłaszania mowy inaugurującej na każdym dorocznym kongresie języka esperanto. Privat opublikował też książkę poświęconą Ludwikowi Zamenhofowi, którego poznał jeszcze w Polsce.
W roku 1945 został mianowany profesorem literatury anglosaskiej na Uniwersytecie Neuchâtel, gdzie wykładał aż do przejścia na emeryturę w 1959 r. 
Zmarł 28 sierpnia 1962 r. w Rolle w kantonie Vaud. 

## Dzieła
- La Pologne attend – quelques articles pour rompre le silence (1915)
- L'Europe et l'Odyssée de la Pologne au XIXe siècle (1918)
- Karlo (czytanka, 1909)
- Ĉe l' koro de Europo (1909)
- Vivanta lingvo de vivanta popolo (1910)
- Pri Esperanta literaturo (1912)
- Tra l' silento (oryginalne poezje, 1912)
- Ginevra (oryginalny dramat, 1913)
- Kursa lernolibro (1913)
- Historio de Esperanto (dwa tomy, 1912, 1927)
- Vivo de Zamenhof (1920)
- Esprimo de sentoj en Esperanto (1931)
- Interpopola konduto (praca filozoficzna, 1934)
- Federala sperto (1958)
- Junaĝa verkaro (1960)
- Aventuroj de pioniro (opowiadania, 1963)
- Vivo de Gandhi (1967)
- Hector Hodler, lia vivo kaj morto
- Du paroladoj